# タリマルジャン
タリマルジャン (ラテン文字:Tolimarjon, Talimarjon, Talimarjan、ウズベク語: Talimarjon / Талимаржон、ロシア語: Талимарджан) はウズベキスタン・カシュカダリヤ州の都市である。州都のカルシからは南南東に約55km、トルクメニスタンとの国境付近に位置する。2012年の人口は10,590人となっている。

## 概要
1975年に都市として設立された。街にはウズベキスタン電力公社 (SJSCウズベクエネルゴ、State Joint Stock Company Uzbekenergo) が経営するタリマルジャン火力発電所があり、ウズベキスタン国内電力の重要な供給源となっている。2010年には、コンバインド・サイクル発電プラントを増設するための円借款契約の調印を平岡邁特命全権大使が行なっている。
街にはカルシからトルクメニスタンのケルキを経由してスルハンダリヤ州の州都テルメズを結ぶウズベキスタン鉄道の駅がある。